# Utilizzatori del Boeing 747

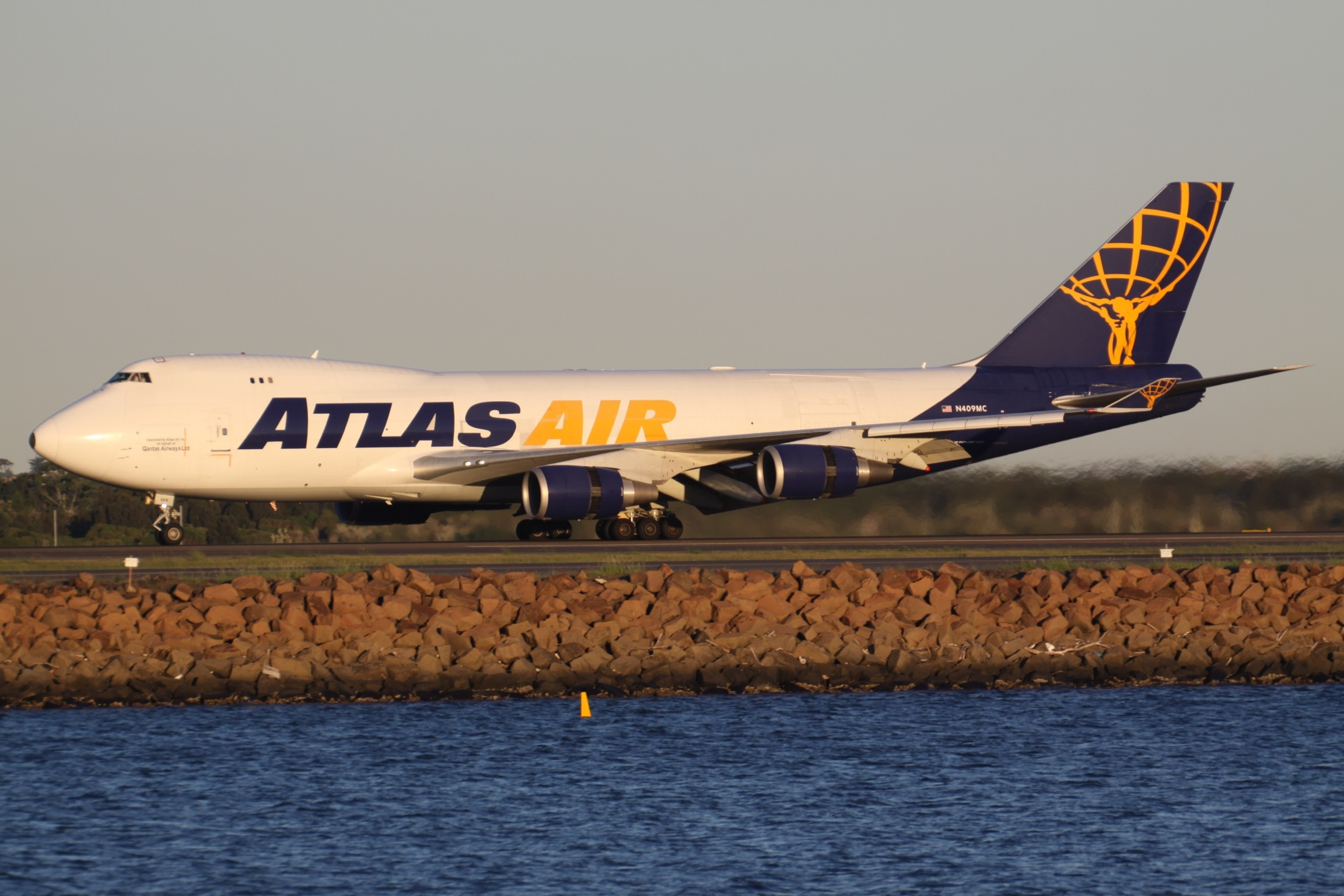
Un Boeing 747 di Atlas Air, l'utilizzatore principale di questo tipo di aereo.

Il Boeing 747 è un aereo a fusoliera larga (in inglese: wide body) quadrigetto progettato da Joe Sutter (Seattle, 21 marzo 1921, Bremerton, 30 agosto 2016). Quest'aereo è utilizzato come aereo di linea e da trasporto, spesso chiamato con il suo soprannome originale Jumbo Jet, o Queen of the Skies (dall'inglese: Regina dei cieli). Costruito dalla divisione aerei commerciali della Boeing negli Stati Uniti d'America, nella sua versione originale era grande due volte e mezzo il Boeing 707, uno dei più grandi velivoli civili degli anni sessanta. Inaugurati i voli commerciali nel 1970, il 747 ha mantenuto per 37 anni il record mondiale di capacità di passeggeri trasportati.
Il 747 adotta una configurazione a doppio ponte per parte della sua lunghezza. È disponibile in versione passeggeri e da trasporto merci, più altre personalizzate. La Boeing progettò il ponte superiore a forma di "gobba" per utilizzarlo come salottino per i passeggeri di prima classe o, come accade solitamente in tempi recenti, per dare spazio a posti supplementari e per consentire all'aereo una facile trasformazione da aereo passeggeri ad aereo cargo, mediante la rimozione dei posti a sedere e l'installazione di un portellone di carico nel muso.
La Boeing utilizzò questa soluzione in quanto, all'epoca della ideazione del modello, si pensava che gli aerei di linea supersonici, il cui sviluppo venne annunciato agli inizi degli anni sessanta, avrebbero reso il 747 e altri aerei di linea subsonici obsoleti, mentre la richiesta di aeroplani per il trasporto merci si riteneva si sarebbe mantenuta solida nel futuro. In particolare, per quanto riguarda il 747, si prevedeva che divenisse obsoleto dopo la vendita di 400 esemplari. La realtà smentì le previsioni dei critici quando venne messo in produzione l'esemplare numero 1 000 nel 1993. Ad agosto 2017, sono stati prodotti 1 533 Boeing 747 e risultano ordinati altri 3 esemplari della variante 747-8I e 17 esemplari della variante 747-8F.
Il 747-400, è la versione passeggeri più diffusa in servizio ed è tra gli aerei di linea più veloci, con la sua velocità di crociera di Mach 0,85–0,855 pari a circa 920 km/h. Questo aereo ha un'autonomia intercontinentale di 13 450 km. La versione passeggeri del 747-400 può imbarcare 416 passeggeri in una tipica suddivisione in tre classi, o 524 passeggeri in configurazione standard a due classi, o 660 passeggeri nell'allestimento con un'unica classe. La più recente versione dell'aereo, la 747-8, è in produzione e ha ricevuto la certificazione nel 2011. Le consegne del 747-8F freighter (trasporto merci, in inglese) al cliente di lancio, la Cargolux, sono iniziate nell'ottobre 2011; le consegne della versione 747-8I passeggeri al primo cliente, la Lufthansa, sono iniziate nel maggio 2012. La Boeing sostituirà il 747 con il Boeing Y3 nel quadro del Boeing Yellowstone Project.
Il Boeing 747 stabilì un record mondiale quando un esemplare della El Al, nel corso dell'operazione Salomone il 24 maggio 1991, imbarcò 1 122 passeggeri a destinazione Israele. 1087 passeggeri erano registrati, ma dozzine di bambini si nascosero tra i vestiti delle madri. Due bambini nacquero durante il volo.

## Ordini e consegne
Legenda tabella:
- O/C: Ordini e consegne.
- OP: Esemplari operativi.

Note:
- dati aggiornati al febbraio 2024[1][2][3];
- il numero degli esemplari operativi è da considerarsi una stima più o meno accurata;
- alcuni utilizzatori hanno più aerei operativi che ordinati. Ciò è dovuto al fatto che le compagnie hanno comprato velivoli di seconda mano o hanno effettuato leasing, e questi non risultano come ufficiali nel conteggio degli ordini;
- il Boeing 747 non è più in produzione, tutti gli esemplari ordinati sono stati consegnati.

| Compagnia                      | Compagnia                       | 747-100 | 747-100 | 747SP | 747SP | 747-200 | 747-200 | 747-300 | 747-300 | 747-400 | 747-400 | 747-8 | 747-8 | TOTALE | TOTALE | TOTALE |
| Stato                          | Nome                            | O/C     | OP      | O/C   | OP    | O/C     | OP      | O/C     | OP      | O/C     | OP      | O/C   | OP    | ORD    | CON    | OPE    |
| ------------------------------ | ------------------------------- | ------- | ------- | ----- | ----- | ------- | ------- | ------- | ------- | ------- | ------- | ----- | ----- | ------ | ------ | ------ |
|                                | Aerei governativi/privati/altro |         |         |       |       |         |         |         |         |         | 1       | 8     | 1     | 8      | 8      | 2      |
| Turchia (bandiera)             | ACT Airlines                    |         |         |       |       |         |         |         |         |         | 4       |       |       |        |        | 4      |
| Irlanda (bandiera)             | Aer Lingus                      | 2       |         |       |       |         |         |         |         |         |         |       |       | 2      | 2      |        |
| Argentina (bandiera)           | Aerolinas Argentinas            |         |         |       |       | 7       |         |         |         |         |         |       |       | 7      | 7      |        |
| Kirghizistan (bandiera)        | AeroStan                        |         |         |       |       |         | 3       |         |         |         |         |       |       |        |        | 3      |
| Moldavia (bandiera)            | Aerotranscargo                  |         |         |       |       |         |         |         |         |         | 7       |       |       |        |        | 7      |
| Costa d'Avorio (bandiera)      | Air Afrique                     |         |         |       |       | 1       |         |         |         |         |         |       |       | 1      | 1      |        |
| Islanda (bandiera)             | Air Atlanta Icelandic           |         |         |       |       |         |         |         |         |         | 1       |       |       |        |        | 1      |
| Belgio (bandiera)              | Air Belgium                     |         |         |       |       |         |         |         |         |         |         |       | 2     |        |        | 2      |
| Russia (bandiera)              | AirBridgeCargo                  |         |         |       |       |         |         |         |         |         | 3       | 7     | 10    | 7      | 7      | 13     |
| Canada (bandiera)              | Air Canada                      | 5       |         |       |       | 2       |         |         |         | 3       |         |       |       | 10     | 10     |        |
| Cina (bandiera)                | Air China                       |         |         |       |       | 2       |         |         |         | 14      | 3       | 7     | 7     | 23     | 23     | 10     |
| Cina (bandiera)                | Air China Cargo                 |         |         |       |       |         |         |         |         | 2       | 3       |       |       | 2      | 2      | 3      |
| Francia (bandiera)             | Air France                      | 16      |         |       |       | 23      |         |         |         | 14      |         |       |       | 53     | 53     |        |
| Gabon (bandiera)               | Air Gabon                       |         |         |       |       | 1       |         |         |         |         |         |       |       | 1      | 1      |        |
| India (bandiera)               | Air India                       |         |         |       |       | 11      |         | 2       |         | 6       |         |       |       | 19     | 19     |        |
| Madagascar (bandiera)          | Air Madagascar                  |         |         |       |       | 1       |         |         |         |         |         |       |       | 1      | 1      |        |
| Namibia (bandiera)             | Air Namibia                     |         |         |       |       |         |         |         |         | 1       |         |       |       | 1      | 1      |        |
| Nuova Zelanda (bandiera)       | Air New Zealand                 |         |         |       |       | 5       |         |         |         | 4       |         |       |       | 9      | 9      |        |
| Italia (bandiera)              | Alitalia                        | 2       |         |       |       | 15      |         |         |         |         |         |       |       | 17     | 17     |        |
| Giappone (bandiera)            | All Nippon Airways              | 17      |         |       |       | 5       |         |         |         | 23      |         |       |       | 45     | 45     |        |
| Stati Uniti (bandiera)         | Altavair                        |         |         |       |       |         |         |         |         | 6       |         |       |       | 6      | 6      |        |
| Stati Uniti (bandiera)         | American Airlines               | 16      |         |       |       |         |         |         |         |         |         |       |       | 16     | 16     |        |
| Corea del Sud (bandiera)       | Asiana Airlines                 |         |         |       |       |         |         |         |         | 13      | 11      |       |       | 13     | 13     | 11     |
| Belgio (bandiera)              | ASL Airlines Belgium            |         |         |       |       |         |         |         |         |         | 5       |       |       |        |        | 5      |
| Stati Uniti (bandiera)         | Atlas Air                       |         |         |       |       |         |         |         |         | 15      | 44      | 14    | 9     | 29     | 29     | 53     |
| Colombia (bandiera)            | Avianca                         |         |         |       |       | 1       |         |         |         |         |         |       |       | 1      | 1      |        |
| Bahrein (bandiera)             | Bahrain Royal Flight            |         |         |       |       |         |         |         |         |         | 2       |       |       |        |        | 2      |
| Stati Uniti (bandiera)         | Braniff Airlines                | 1       |         | 3     |       | 1       |         |         |         |         |         |       |       | 5      | 5      |        |
| Regno Unito (bandiera)         | British Airways                 | 18      |         |       |       | 19      |         |         |         | 57      |         |       |       | 94     | 94     |        |
| Brunei (bandiera)              | Brunei Government               |         |         |       |       |         |         |         |         |         |         |       | 1     |        |        | 1      |
| Cina (bandiera)                | CAAC                            |         |         | 4     |       | 2       |         |         |         |         |         |       |       | 6      | 6      |        |
| Camerun (bandiera)             | Cameroon Airlines               |         |         |       |       | 1       |         |         |         |         |         |       |       | 1      | 1      |        |
| Canada (bandiera)              | Canadian Airlines               |         |         |       |       |         |         |         |         | 4       |         |       |       | 4      | 4      |        |
| Lussemburgo (bandiera)         | Cargolux                        |         |         |       |       | 2       |         |         |         | 16      | 15      | 14    | 14    | 32     | 32     | 29     |
| Cina (bandiera)                | Cathay Pacific                  |         |         |       |       | 10      |         | 6       |         | 29      | 6       | 14    | 14    | 59     | 59     | 20     |
| Belgio (bandiera)              | Challenge Airlines BE           |         |         |       |       |         |         |         |         |         | 3       |       |       |        |        | 3      |
| Israele (bandiera)             | Challenge Airlines IL           |         |         |       |       |         |         |         |         |         | 2       |       |       |        |        | 2      |
| Taiwan (bandiera)              | China Airlines                  |         |         | 4     |       | 6       |         |         |         | 38      | 13      |       |       | 48     | 48     | 13     |
| Cina (bandiera)                | China Cargo Airlines            |         |         |       |       |         |         |         |         | 2       |         |       |       | 2      | 2      |        |
| Cina (bandiera)                | China Central Longhao Airlines  |         |         |       |       |         |         |         |         |         | 1       |       |       |        |        | 1      |
| Cina (bandiera)                | China Southern Airlines         |         |         |       |       |         |         |         |         | 2       |         |       |       | 2      | 2      |        |
| Bulgaria (bandiera)            | Compass Cargo Airlines          |         |         |       |       |         |         |         |         |         | 1       |       |       |        |        | 1      |
| Germania (bandiera)            | Condor Flugdienst               |         |         |       |       | 2       |         |         |         |         |         |       |       | 2      | 2      |        |
| Canada (bandiera)              | CP Air                          |         |         |       |       | 4       |         |         |         |         |         |       |       | 4      | 4      |        |
| Stati Uniti (bandiera)         | Delta Air Lines                 | 5       |         |       |       |         |         |         |         |         |         |       |       | 5      | 5      |        |
| Emirati Arabi Uniti (bandiera) | Dubai Air Wing                  |         |         |       |       |         |         |         |         |         | 4       |       |       |        |        | 4      |
| Stati Uniti (bandiera)         | Eastern Air Lines               | 4       |         |       |       |         |         |         |         |         |         |       |       | 4      | 4      |        |
| Egitto (bandiera)              | EgyptAir                        |         |         |       |       |         |         | 2       |         |         |         |       |       | 2      | 2      |        |
| Egitto (bandiera)              | Egypt Government                |         |         |       |       |         |         |         |         |         |         |       | 1     |        |        | 1      |
| Israele (bandiera)             | El Al                           |         |         |       |       | 7       |         |         |         | 4       |         |       |       | 11     | 11     |        |
| Taiwan (bandiera)              | EVA Air                         |         |         |       |       |         |         |         |         | 18      |         |       |       | 18     | 18     |        |
| Iran (bandiera)                | Fars Air Qeshm                  |         |         |       |       |         | 2       |         |         |         |         |       |       |        |        | 2      |
| Hong Kong (bandiera)           | Fly Meta                        |         |         |       |       |         |         |         |         |         | 1       |       |       |        |        | 1      |
| Moldavia (bandiera)            | Fly Pro                         |         |         |       |       |         | 1       |         |         |         |         |       |       |        |        | 1      |
| Stati Uniti (bandiera)         | Flying Tiger                    |         |         |       |       | 6       |         |         |         |         |         |       |       | 6      | 6      |        |
| Indonesia (bandiera)           | Garuda Indonesia                |         |         |       |       | 6       |         |         |         | 2       |         |       |       | 8      | 8      |        |
| Stati Uniti (bandiera)         | GECAS                           |         |         |       |       |         |         |         |         | 8       |         |       |       | 8      | 8      |        |
| Stati Uniti (bandiera)         | General Electric                |         |         |       |       |         |         |         |         |         | 1       |       |       |        |        | 1      |
| Georgia (bandiera)             | Geo-Sky                         |         |         |       |       |         | 2       |         |         |         |         |       |       |        |        | 2      |
| Corea del Sud (bandiera)       | Government of South Korea       |         |         |       |       |         |         |         |         |         |         |       | 1     |        |        | 1      |
| Giappone (bandiera)            | Governo del Giappone            |         |         |       |       |         |         |         |         | 2       |         |       |       | 2      | 2      |        |
| Spagna (bandiera)              | Iberia                          | 2       |         |       |       | 7       |         |         |         |         |         |       |       | 9      | 9      |        |
| Stati Uniti (bandiera)         | ILFC                            |         |         |       |       |         |         | 3       |         | 18      |         |       |       | 21     | 21     |        |
| Iran (bandiera)                | Iran Air                        | 1       |         | 4     |       | 2       | 1       |         |         |         |         |       |       | 7      | 7      | 1      |
| Iran (bandiera)                | Iran Air Force                  |         | 1       |       |       | 4       | 1       |         |         |         |         |       |       | 4      | 4      | 2      |
| Iraq (bandiera)                | Iraqi Airways                   |         |         | 1     |       | 3       |         |         |         |         |         |       |       | 4      | 4      |        |
| Cina (bandiera)                | Jade Cargo International        |         |         |       |       |         |         |         |         | 6       |         |       |       | 6      | 6      |        |
| Giappone (bandiera)            | Japan Airlines                  | 20      |         |       |       | 31      |         | 13      |         | 44      |         |       |       | 108    | 108    |        |
| Giappone (bandiera)            | Japan Asia Airways              |         |         |       |       |         |         | 1       |         |         |         |       |       | 1      | 1      |        |
| Stati Uniti (bandiera)         | JetOneX                         |         |         |       |       |         |         |         |         |         | 1       |       |       |        |        | 1      |
| Stati Uniti (bandiera)         | Kalitta Air                     |         |         |       |       |         |         |         |         |         | 24      |       |       |        |        | 24     |
| Paesi Bassi (bandiera)         | KLM                             |         |         |       |       | 17      |         | 3       |         | 25      |         |       |       | 45     | 45     |        |
| Corea del Sud (bandiera)       | Korean Air                      |         |         | 2     |       | 11      |         | 3       |         | 46      | 4       | 17    | 16    | 79     | 79     | 20     |
| Kuwait (bandiera)              | Kuwait Airways                  |         |         |       |       | 4       |         |         |         | 1       |         |       |       | 5      | 5      |        |
| Stati Uniti (bandiera)         | L3Harris Technologies           |         |         |       |       |         |         |         |         |         | 2       |       |       |        |        | 2      |
| Kuwait (bandiera)              | LoadAir Cargo                   |         |         |       |       |         |         |         |         | 2       |         |       |       | 2      | 2      |        |
| Germania (bandiera)            | Lufthansa                       | 3       |         |       |       | 27      |         |         |         | 32      | 8       | 19    | 19    | 81     | 81     | 27     |
| Regno Unito (bandiera)         | Magma Aviation                  |         |         |       |       |         |         |         |         |         | 3       |       |       |        |        | 3      |
| Iran (bandiera)                | Mahan Air                       |         |         |       |       |         |         |         | 1       |         | 2       |       |       |        |        | 3      |
| Malaysia (bandiera)            | Malaysia Airlines               |         |         |       |       |         |         | 1       |         | 23      |         |       |       | 24     | 24     |        |
| Taiwan (bandiera)              | Mandarin Airlines               |         |         |       |       |         |         |         |         | 1       |         |       |       | 1      | 1      |        |
| Paesi Bassi (bandiera)         | Martinair                       |         |         |       |       | 2       |         |         |         |         | 4       |       |       | 2      | 2      | 4      |
| Nigeria (bandiera)             | Max Air                         |         |         |       |       |         |         |         |         |         | 2       |       |       |        |        | 2      |
| Emirati Arabi Uniti (bandiera) | Mesk Air                        |         |         |       |       |         |         |         |         |         | 1       |       |       |        |        | 1      |
| Libano (bandiera)              | Middle East Airlines            |         |         |       |       | 3       |         |         |         |         |         |       |       | 3      | 3      |        |
| Marocco (bandiera)             | Morocco Government              |         |         |       |       |         |         |         |         |         | 1       |       | 1     |        |        | 2      |
| Uzbekistan (bandiera)          | My Freighter                    |         |         |       |       |         | 1       |         |         |         |         |       |       |        |        | 1      |
| Stati Uniti (bandiera)         | National Airlines               | 2       |         |       |       |         |         |         |         |         | 9       |       |       | 2      | 2      | 9      |
| Giappone (bandiera)            | Nippon Cargo Airlines           |         |         |       |       | 6       |         |         |         | 10      |         | 8     | 8     | 24     | 24     | 8      |
| Stati Uniti (bandiera)         | Northwest Airlines              | 10      |         |       |       | 27      |         |         |         | 16      |         |       |       | 53     | 53     |        |
| Grecia (bandiera)              | Olympic Airlines                |         |         |       |       | 2       |         |         |         |         |         |       |       | 2      | 2      |        |
| Regno Unito (bandiera)         | One Air                         |         |         |       |       |         |         |         |         |         | 2       |       |       |        |        | 2      |
| Pakistan (bandiera)            | Pakistan International Airlines |         |         |       |       | 2       |         |         |         |         |         |       |       | 2      | 2      |        |
| Stati Uniti (bandiera)         | Pan Am                          | 33      |         | 10    |       | 2       |         |         |         |         |         |       |       | 45     | 45     |        |
| Filippine (bandiera)           | Philippine Airlines             |         |         |       |       | 4       |         |         |         | 4       |         |       |       | 8      | 8      |        |
| Stati Uniti (bandiera)         | Polar Air Cargo                 |         |         |       |       |         |         |         |         |         |         |       | 5     |        |        | 5      |
| Stati Uniti (bandiera)         | Pratt And Whitney Canada        |         |         |       | 2     |         |         |         |         |         |         |       |       |        |        | 2      |
| Emirati Arabi Uniti (bandiera) | Presidential Flight             |         |         | 1     |       |         |         |         |         | 1       |         |       |       | 2      | 2      |        |
| Australia (bandiera)           | Qantas                          |         |         | 2     |       | 22      |         | 6       |         | 27      |         |       |       | 57     | 57     |        |
| Qatar (bandiera)               | Qatar Airways                   |         |         |       |       |         |         |         |         |         |         |       | 1     |        |        | 1      |
| Qatar (bandiera)               | Qatar Amiri Flight              |         |         |       |       |         |         |         |         |         |         |       | 2     |        |        | 2      |
| Stati Uniti (bandiera)         | Rolls-Royce North America       |         |         |       |       |         | 1       |         |         |         |         |       |       |        |        | 1      |
| Romania (bandiera)             | ROM Cargo Airlines              |         |         |       |       |         |         |         |         |         | 2       |       |       |        |        | 2      |
| Marocco (bandiera)             | Royal Air Maroc                 |         |         |       |       | 1       |         |         |         |         |         |       |       | 1      | 1      |        |
| Giordania (bandiera)           | Royal Jordanian                 |         |         |       |       | 3       |         |         |         |         |         |       |       | 3      | 3      |        |
| Russia (bandiera)              | Rossiya - Russian Airlines      |         |         |       |       |         |         |         |         |         | 5       |       |       |        |        | 5      |
| Oman (bandiera)                | Royal Flight of Oman            |         |         |       |       |         |         |         |         |         | 1       |       | 1     |        |        | 2      |
| Belgio (bandiera)              | Sabena                          | 2       |         |       |       |         |         | 2       |         |         |         |       |       | 4      | 4      |        |
| Iran (bandiera)                | Saha Airlines                   |         |         |       |       |         | 1       |         |         |         |         |       |       |        |        | 1      |
| Stati Uniti (bandiera)         | Sands Aviation                  |         |         |       | 1     |         |         |         |         |         |         |       |       |        |        | 1      |
| Arabia Saudita (bandiera)      | Saudi Arabian Airlines          | 8       |         | 2     |       | 1       |         | 10      |         | 5       | 6       |       |       | 26     | 26     | 6      |
| Arabia Saudita (bandiera)      | Saudi Arabian Government        |         |         | 1     |       |         |         | 1       | 1       |         | 1       |       |       | 2      | 2      | 2      |
| Svezia (bandiera)              | Scandinavian Airlines           |         |         |       |       | 6       |         |         |         |         |         |       |       | 6      | 6      |        |
| Stati Uniti (bandiera)         | Seaboard World Airlines         |         |         |       |       | 4       |         |         |         |         |         |       |       | 4      | 4      |        |
| Cina (bandiera)                | SF Airlines                     |         |         |       |       |         |         |         |         |         | 3       |       |       |        |        | 3      |
| Azerbaigian (bandiera)         | Silk Way West Airlines          |         |         |       |       |         |         |         |         |         | 7       | 5     | 5     | 5      | 5      | 12     |
| Singapore (bandiera)           | Singapore Airlines              |         |         |       |       | 20      |         | 14      |         | 59      | 7       |       |       | 93     | 93     | 7      |
| Stati Uniti (bandiera)         | Sky Lease Cargo                 |         |         |       |       |         |         |         |         |         | 2       |       |       |        |        | 2      |
| Sudafrica (bandiera)           | South African Airways           |         |         | 6     |       | 7       |         | 2       |         | 8       |         |       |       | 23     | 23     |        |
| Kuwait (bandiera)              | State of Kuwait                 |         |         |       |       |         |         |         |         |         |         |       | 1     |        |        | 1      |
| Cina (bandiera)                | Suparna Airlines                |         |         |       |       |         |         |         |         |         | 3       |       |       |        |        | 3      |
| Svizzera (bandiera)            | Swissair                        |         |         |       |       | 2       |         | 5       |         |         |         |       |       | 7      | 7      |        |
| Siria (bandiera)               | Syrianair                       |         |         | 2     |       |         |         |         |         |         |         |       |       | 2      | 2      |        |
| Moldavia (bandiera)            | Terra Avia                      |         |         |       |       |         |         |         |         |         | 5       |       |       |        |        | 5      |
| Portogallo (bandiera)          | TAP Air Portugal                |         |         |       |       | 4       |         |         |         |         |         |       |       | 4      | 4      |        |
| Thailandia (bandiera)          | Thai Airways International      |         |         |       |       | 6       |         | 2       |         | 18      |         |       |       | 26     | 26     |        |
| Stati Uniti (bandiera)         | Transamerica Airlines           |         |         |       |       | 3       |         |         |         |         |         |       |       | 3      | 3      |        |
| Bielorussia (bandiera)         | TransAVIAexport Cargo Airline   |         |         |       |       |         |         |         | 1       |         |         |       |       |        |        | 1      |
| Turchia (bandiera)             | Turkey Government               |         |         |       |       |         |         |         |         |         |         |       | 1     |        |        | 1      |
| Stati Uniti (bandiera)         | TWA                             | 15      |         | 3     |       |         |         |         |         |         |         |       |       | 18     | 18     |        |
| Stati Uniti (bandiera)         | United States Air Force         |         |         |       |       | 6       | 6       |         |         | 1       |         | 2     | 2     | 9      | 9      | 8      |
| Stati Uniti (bandiera)         | United Airlines                 | 22      |         |       |       | 2       |         |         |         | 44      |         |       |       | 68     | 68     |        |
| Stati Uniti (bandiera)         | United Parcel Service           |         |         |       |       |         |         |         |         | 8       | 13      | 28    | 29    | 36     | 36     | 42     |
| Francia (bandiera)             | UTA                             |         |         |       |       | 4       |         | 3       |         | 2       |         |       |       | 9      | 9      |        |
| Brasile (bandiera)             | Varig                           |         |         |       |       | 3       |         | 2       |         |         |         |       |       | 5      | 5      |        |
| Regno Unito (bandiera)         | Virgin Atlantic Airways         |         |         |       |       |         |         |         |         | 9       |         |       |       | 9      | 9      |        |
| Russia (bandiera)              | Volga-Dnepr                     |         |         |       |       |         |         |         |         |         |         | 6     |       | 6      | 6      |        |
| Canada (bandiera)              | Wardair                         | 1       |         |       |       | 2       |         |         |         |         |         |       |       | 3      | 3      |        |
| Stati Uniti (bandiera)         | Western Global Airlines         |         |         |       |       |         |         |         |         |         | 4       |       |       |        |        | 4      |
| Stati Uniti (bandiera)         | World Airways                   |         |         |       |       | 3       |         |         |         |         |         |       |       | 3      | 3      |        |
|                                | Non dichiarato                  |         |         |       |       |         |         |         |         | 1       |         | 5     |       | 6      | 6      |        |
| TOTALE                         | TOTALE                          | 205     | 1       | 45    | 3     | 393     | 19      | 81      | 3       | 694     | 253     | 154   | 151   | 1 572  | 1 572  | 430    |

## Timeline e grafico
|          |      | 1966 | 1967 | 1968 | 1969 | 1970 | 1971 | 1972 | 1973 | 1974 | 1975 | 1976 | 1977 | 1978 | 1979 | 1980 | 1981 | 1982 | 1983 | 1984 | 1985 |
| -------- | ---- | ---- | ---- | ---- | ---- | ---- | ---- | ---- | ---- | ---- | ---- | ---- | ---- | ---- | ---- | ---- | ---- | ---- | ---- | ---- | ---- |
| Ordini   | B747 | 83   | 43   | 22   | 30   | 20   | 7    | 18   | 29   | 29   | 20   | 14   | 42   | 76   | 72   | 49   | 23   | 14   | 24   | 23   | 42   |
| Consegne | B747 | –    | –    | –    | 4    | 92   | 69   | 30   | 30   | 22   | 21   | 27   | 20   | 32   | 67   | 73   | 53   | 26   | 22   | 16   | 24   |

|          |      | 1986 | 1987 | 1988 | 1989 | 1990 | 1991 | 1992 | 1993 | 1994 | 1995 | 1996 | 1997 | 1998 | 1999 | 2000 | 2001 | 2002 | 2003 | 2004 | 2005 |
| -------- | ---- | ---- | ---- | ---- | ---- | ---- | ---- | ---- | ---- | ---- | ---- | ---- | ---- | ---- | ---- | ---- | ---- | ---- | ---- | ---- | ---- |
| Ordini   | B747 | 84   | 66   | 49   | 56   | 122  | 31   | 23   | 2    | 16   | 32   | 56   | 36   | 15   | 35   | 26   | 16   | 17   | 4    | 10   | 46   |
| Consegne | B747 | 35   | 23   | 24   | 45   | 70   | 64   | 61   | 56   | 40   | 25   | 26   | 39   | 53   | 47   | 25   | 31   | 27   | 19   | 15   | 13   |

|          |      | 2006 | 2007 | 2008 | 2009 | 2010 | 2011 | 2012 | 2013 | 2014 | 2015 | 2016 | 2017 | 2018 | 2019 | 2020 | 2021 | 2022 | 2023 | Totale |
| -------- | ---- | ---- | ---- | ---- | ---- | ---- | ---- | ---- | ---- | ---- | ---- | ---- | ---- | ---- | ---- | ---- | ---- | ---- | ---- | ------ |
| Ordini   | B747 | 53   | 16   | 2    | 5    | 1    | 3    | 7    | 13   | 2    | 6    | 18   | 6    | 13   | –    | 1    | 4    | –    | –    | 1 572  |
| Consegne | B747 | 14   | 16   | 14   | 8    | –    | 9    | 31   | 24   | 19   | 18   | 9    | 14   | 6    | 7    | 5    | 6    | 5    | 1    | 1 572  |

     Ordini
     Consegne

## Configurazioni di bordo
Legenda tabella:
- F: prima classe.
- B: business class.
- E+: premium economy class.
- E: economy class.

| Compagnia aerea            | 747-400         | 747-400         | 747-400         | 747-400         | 747-400         | 747-400         | 747-400         | 747-400         | Totale posti | 747-8           | 747-8           | 747-8           | 747-8           | 747-8           | 747-8           | 747-8           | 747-8           | Totale posti |
| Compagnia aerea            | Ponte inferiore | Ponte inferiore | Ponte inferiore | Ponte inferiore | Ponte superiore | Ponte superiore | Ponte superiore | Ponte superiore | Totale posti | Ponte inferiore | Ponte inferiore | Ponte inferiore | Ponte inferiore | Ponte superiore | Ponte superiore | Ponte superiore | Ponte superiore | Totale posti |
| Compagnia aerea            | F               | B               | E+              | E               | F               | B               | E+              | E               | Totale posti | F               | B               | E+              | E               | F               | B               | E+              | E               | Totale posti |
| -------------------------- | --------------- | --------------- | --------------- | --------------- | --------------- | --------------- | --------------- | --------------- | ------------ | --------------- | --------------- | --------------- | --------------- | --------------- | --------------- | --------------- | --------------- | ------------ |
| Air China                  | 10              | 18              | –               | 292             | –               | 24              | –               | –               | 344          | 12              | 24              | 66              | 233             | –               | 30              | –               | –               | 365          |
| British Airways            | 14              | 32              | 36              | 243             | –               | 20              | –               | –               | 345          | –               | –               | –               | –               | –               | –               | –               | –               | –            |
| Cathay Pacific             | 9               | 24              | –               | 324             | –               | 22              | –               | –               | 379          | –               | –               | –               | –               | –               | –               | –               | –               | –            |
| China Airlines             | 12              | 25              | –               | 314             | –               | 24              | –               | –               | 375          | –               | –               | –               | –               | –               | –               | –               | –               | –            |
| KLM                        | –               | 15              | 36              | 337             | –               | 20              | –               | –               | 408          | –               | –               | –               | –               | –               | –               | –               | –               | –            |
| Korean Air                 | 12              | –               | –               | 368             | –               | 24              | –               | –               | 404          | 6               | 26              | –               | 314             | –               | 22              | –               | –               | 368          |
| Lufthansa                  | –               | 31              | 32              | 308             | –               | 22              | –               | –               | 393          | 8               | 48              | 32              | 244             | –               | 32              | –               | –               | 364          |
| Rossija Airlines           | –               | –               | –               | 510             | –               | 12              | –               | –               | 522          | –               | –               | –               | –               | –               | –               | –               | –               | –            |
| Saudia                     | –               | –               | –               | 402             | –               | 32              | –               | –               | 434          | –               | –               | –               | –               | –               | –               | –               | –               | –            |
| Thai Airways International | 14              | 18              | –               | 325             | –               | 32              | –               | –               | 389          | –               | –               | –               | –               | –               | –               | –               | –               | –            |
| Virgin Atlantic Airways    | 14              | –               | 46              | 342             | –               | –               | 20              | 33              | 455          | –               | –               | –               | –               | –               | –               | –               | –               | –            |